# Euginoma duplex
Euginoma duplex är en mossdjursart som beskrevs av Jean-Loup d'Hondt och Schopf 1984. Euginoma duplex ingår i släktet Euginoma och familjen Cellariidae. Inga underarter finns listade i Catalogue of Life.